# Чаме (Непал)
Чаме (непальск. चाँमे) — горная деревня и община в Непале. Чаме является административным центром района Мананг. По данным Центрального Бюро Статистики правительства Непала на 2001 год население Чаме составляло 1204 человека, проживавших в 278 частных домах.

## География
Чаме расположена на высоте 2650 м в долине реки Марсъянди у северных склонов горного массива Аннапурна. В хорошую погоду из Чаме можно увидеть восьмую по высоте вершину мира — Манаслу (8156 м).

## Транспорт
В 2012 году открыта автомобильная дорога Бесисахар — Мананг, проходящая через Чаме. По состоянию на конец 2014 года участок Бесисахар — Чаме доступен для автомобилей повышенной проходимости, а участок Чаме — Мананг — пока только для мотоциклов (для автомобилей необходим новый мост, строительство которого уже началось).

## Туризм
Важную роль в жизни деревни играет международный горный туризм — через Чаме проходит популярный пеший маршрут «Трек вокруг Аннапурны», ежегодно посещаемый тысячами туристов из разных стран мира. Доход от обслуживания туристов составляет немалую часть местного бюджета. В Чаме работают гостевые дома (лоджии), магазины туристического снаряжения, интернет-кафе, станция питьевой воды и единственный в районе банк. Также, в деревне имеется горячий источник.

## Галерея

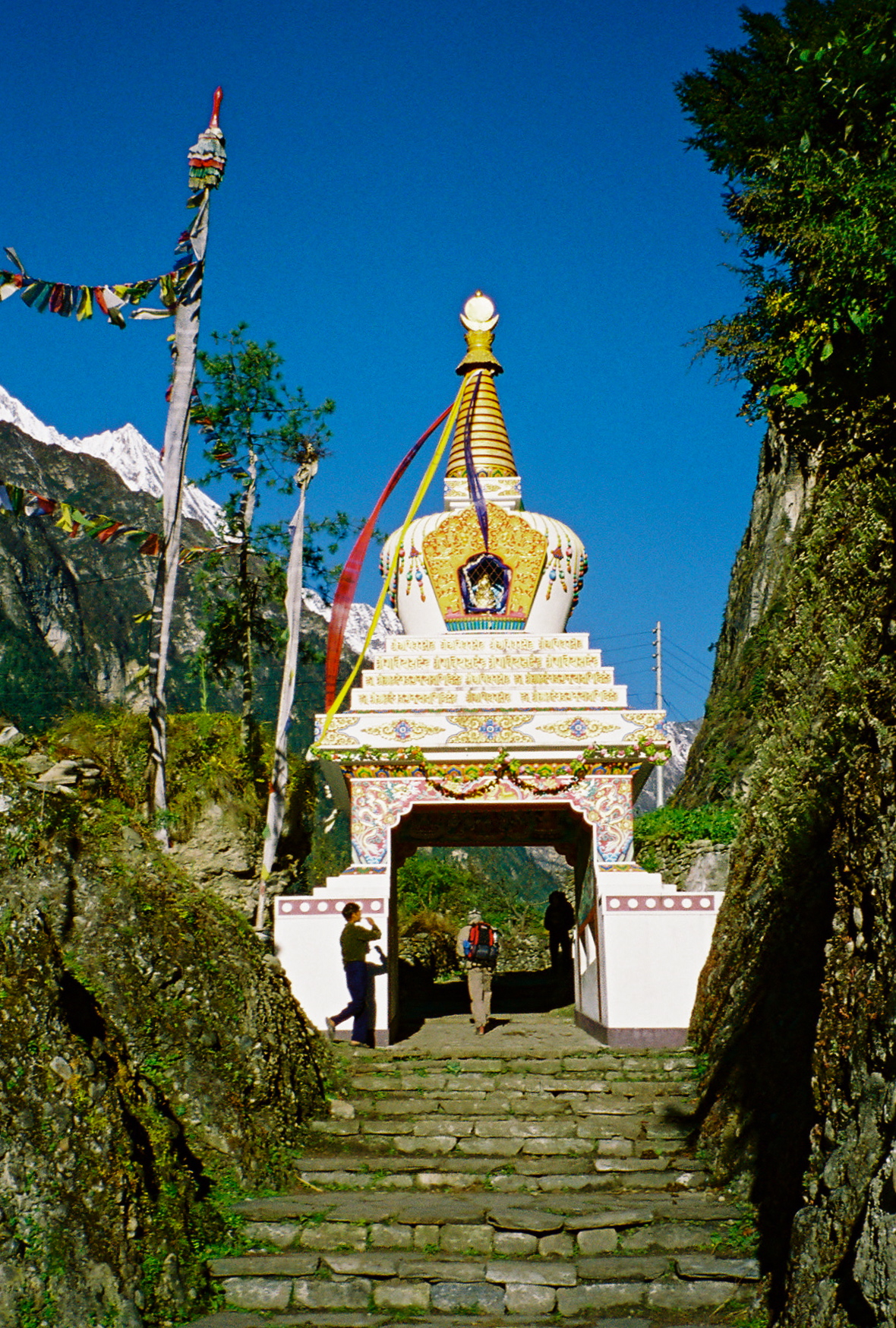
Ворота Чаме
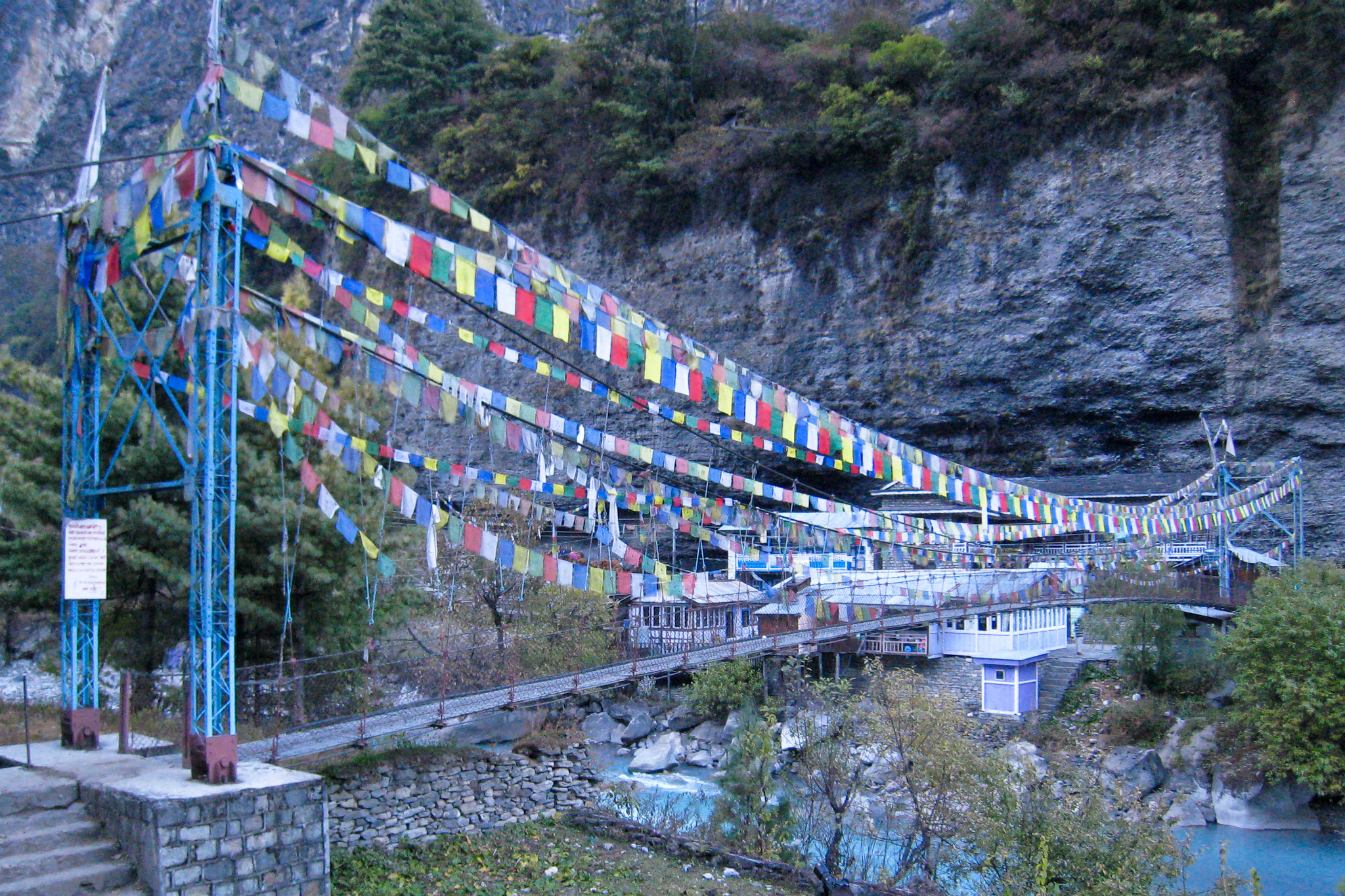
Мост через реку Марсъянди